# Qwant
Qwant ist eine Websuchmaschine, die vom gleichnamigen französischen Unternehmen entwickelt wird und mit umfassendem Datenschutz wirbt. Mehrheitseigner ist die französische Staatsbank Caisse des dépôts.

## Suchmaschine

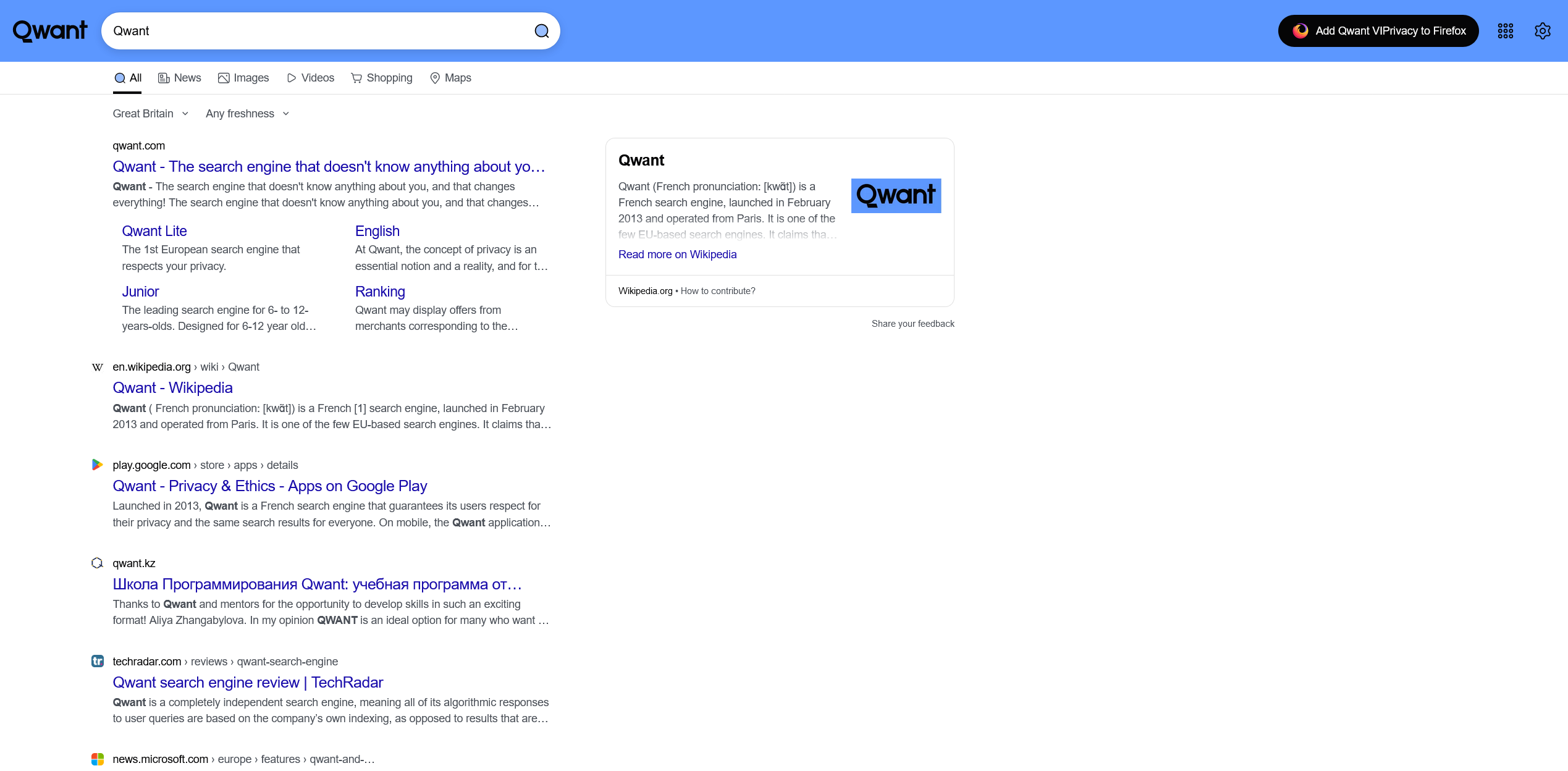
Eine Beispiel-Suchanfrage bei Qwant

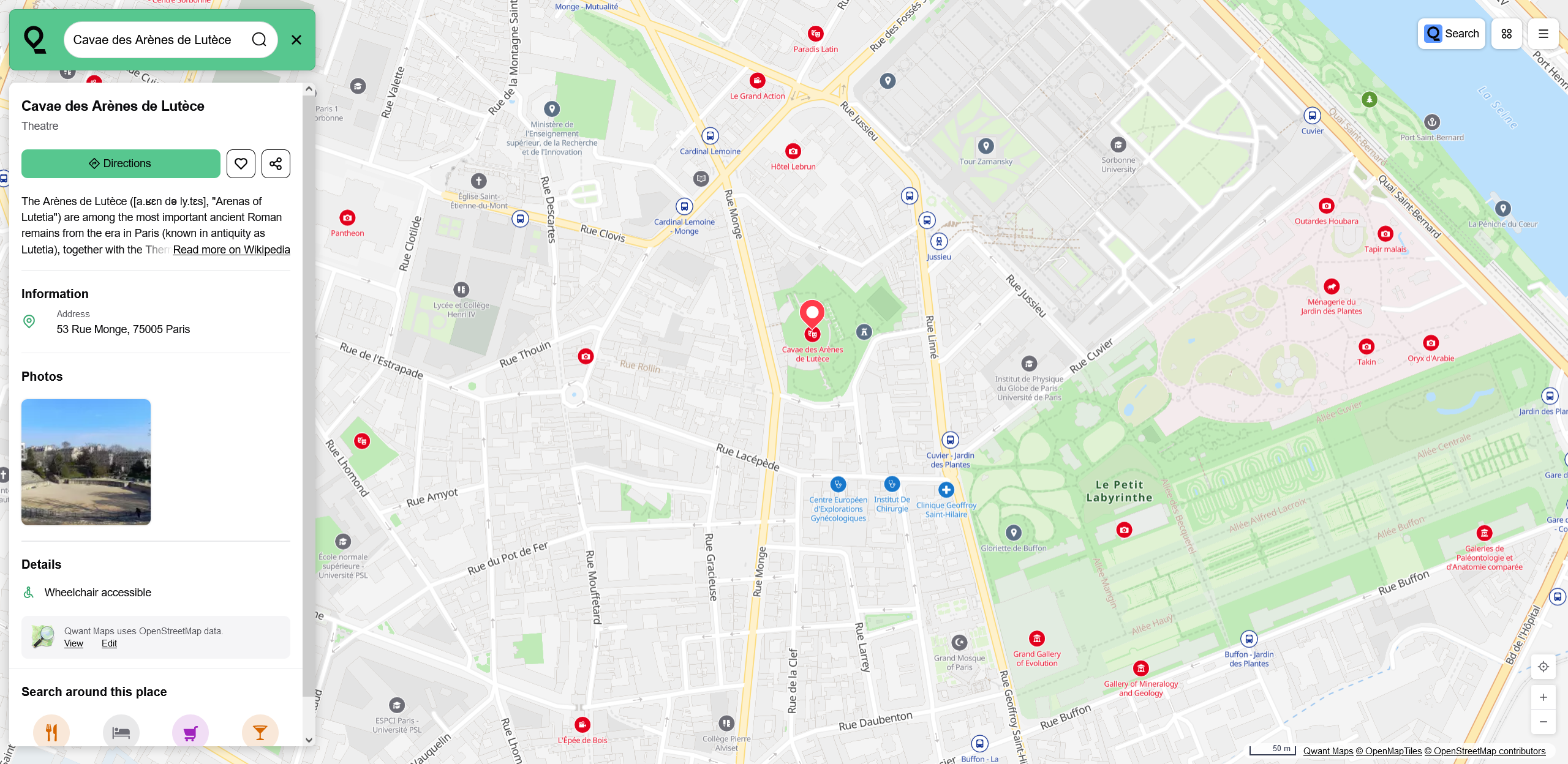
Der Kartendienst von Qwant

Nach einer zweijährigen Entwicklungsphase wurde die erste beta-Version im Februar 2013 veröffentlicht; die erste stabile Version folgte im Juli desselben Jahres. Die Ergebnisseite von Qwant ist in mehrere Spalten aufgeteilt. Neben der klassischen Internetsuche sind die Rubriken Live für Informationen von Nachrichtenseiten sowie Social für Informationen aus Online-Netzwerken wie Facebook, Twitter und Tumblr und für Bilder, Musik und Videos optisch getrennt angezeigt. Zudem gibt es eine Rubrik für Werbung. Am oberen Bildrand sind Ergebnisse aus Video- und Bilddateien angeführt.
Nach eigenen Angaben wurden in einem Zeitraum von weniger als 10 Monaten 507 Millionen Suchanfragen registriert. 65 Prozent des Verkehrs entfallen auf Frankreich. In einem Test der Frankfurter Allgemeinen Zeitung schnitt Qwant im Vergleich zu Google, Bing und DuckDuckGo etwa gleich gut ab, was die Qualität der Suchergebnisse angeht.
Im Februar 2014 wurde die deutschsprachige Version in Berlin vorgestellt. Außerdem wurde eine Kooperation mit den Entwicklern von Firefox OS geschlossen, welche jedoch inzwischen eingestellt ist. Ebenfalls wurde eine Kooperation mit Tripadvisor geschlossen.
Qwant hat zudem zwei weitere Varianten der Suchmaschine veröffentlicht. Qwant Lite ist eine reduzierte und schnellere Version der Suchmaschine, die sich insbesondere für Nutzer älterer Browser oder Rechner mit geringen Ressourcen eignet. Des Weiteren existiert unter dem Namen Qwant Junior ein Suchportal für Kinder und Heranwachsende, welches für diese Gruppe ungeeignete Suchbegriffe und -ergebnisse ignoriert, allerdings zum Start nur mit Startseiten in englischer bzw. französischer Sprache aufwarten konnte.
Zu ihrem 5. Geburtstag (2018) bekam die Suchmaschine ein neues Design und wurde zudem für Smartphones optimiert.
Im Jahr 2020 wurde Qwant die Standardsuchmaschine in der französischen Verwaltung.
Im November 2024 kündigten Qwant und Ecosia die Entwicklung eines gemeinsamen Suchmaschinenindex an. Das Gemeinschaftsunternehmen European Search Perspective (EUSP) sitzt in Paris. Die Kooperation sei offen für weitere europäische Suchmaschinenbetreiber. Dennoch wolle man nicht vollständig auf Technologie und APIs anderer Suchmaschinen verzichten.

## Datenschutz und Werbung
Mit Bezug auf den NSA-Skandal wirbt die Suchmaschine mit stärkeren Datenschutzbestimmungen, als dies bei Konkurrenzunternehmen der Fall sei. So würde Qwant keinerlei persönliche Daten sammeln. Qwant setze lediglich einen Cookie für die jeweilige Sitzung, eine permanente Browserdatei werde nicht angelegt. Nach dem Verlassen der Seite werde der Cookie sofort gelöscht. Die Informationen zum Nutzerverhalten würden nicht dauerhaft gespeichert. Im Unterschied zu anderen Suchmaschinen wie etwa Google oder Yahoo liefere Qwant daher keine personalisierten Suchergebnisse. Für alle Nutzer seien die Suchergebnisse gleich. IP-Adressen werden nach Angaben des Unternehmens nicht auf Vorrat aufgezeichnet.
Seit Mitte 2016 sendet Qwant bei jeder Suche folgende pseudonymisierte Benutzerdaten an Microsoft Bing Ads um Werbung anzuzeigen: die ersten drei Byte der IP (/24) des Nutzers, den User-Agent des Browsers und die Suchbegriffe. Eine Zeit lang leugnete Qwant diese Fakten, bevor es dies Mitte 2021 auf seiner Website klar und deutlich kommunizierte.
Um die Suchergebnisse mit denen von Bing anzureichern und mit kontextbezogener Werbung zu versehen, werden Stand 2023 an Microsoft Irland folgende pseudonymisierte Daten übermittelt: der Zeitpunkt implizit, die Suchbegriffe, der User-Agent des Browsers, die ersten drei Byte der IP (/24), der gesalzene Hash von IP-Adresse und User-Agent, die Region oder Stadt aus der die Suchanfrage stammt, eine zufällige Nonce zur Vermeidung von Verwechslungen. Zur Besucherzählung speichert Qwant ein Cookie mit einer zufälligen Besucher-ID für 13 Monate. Bei Spam, automatisierten Aktivitäten und betrügerischen Klicks auf Werbung wird die vollständige IP-Adresse erfasst. Die Daten werden von Bing 1½ Jahre aufbewahrt.

## Finanzierung
Nach eigenen Angaben stammen die Haupteinnahmen aus Werbeanzeigen aus „dem Werbenetzwerk von Microsoft Bing“, die auf Qwants Ergebnisseite angezeigt werden.

## Unternehmen

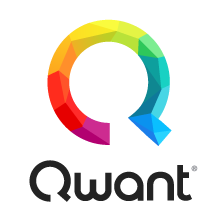
Altes Logo von Qwant bis zum Relaunch im Juli 2018

Qwant S.A.S. wurde im Jahr 2011 von den Franzosen Jean-Manuel Rozan und Éric Leandri gegründet und die Suchmaschine nach einer zweijährigen Entwicklungsphase im Januar 2013 auf den Markt gebracht. Nach Angaben der Entwickler wurden bis März 2014 rund 3,5 Millionen Euro an Investitionskapital eingesammelt. Der Umsatz lag damals bei rund 5 Mio. Euro im Jahr, die Mitarbeiterzahl bei 25.
Im Juni 2014 beteiligte sich die Axel Springer SE mit 20 % an Qwant. Die Europäische Investitionsbank gewährte im Jahr 2015 dem Unternehmen einen Kredit über 25 Mio. €.
Im Juli 2019, so enthüllte La Lettre A, verlangte der Mehrheitseigner Caisse des dépôts Rechenschaft über die Höhe der zwanzig höchsten Gehälter, die „offensichtlich unanständig hoch“ seien.
Der Mitgründer Eric Léandri trat am 15. Januar 2020 als Vorsitzender zurück. Sein Nachfolger wurde Jean-Claude Ghinozzi. Nach seinem Ausscheiden gründete Léandri das auf digitale Überwachung spezialisierte Unternehmen Altrnativ.
Im Mai 2021 bat Vorstandsvorsitzende Ghinozzi die Anteilseigner um die Zustimmung zur Veräußerung einer Wandelanleihe über 8 Mio. € an Hubble, dem Risikokapitalunternehmen von Huawei.
Das Unternehmen war in den letzten Jahren nicht profitabel. Es verlor 13 Mio. € im Jahr 2020, 23 Mio. € im Jahr 2019 und 11,2 € Mio. € im Jahr 2018. Die Umsätze für diese Jahre betrugen 7,5 Mio. €, 5,8 Mio. € und 3 Mio. €. Im Jahr 2021 betrugen die Verluste 9 Mio. €. Nach Informationen der Tageszeitung Politico betrugen die kumulierten Verluste im Dezember 2022 mehr als 80 Mio. € und das Unternehmen war mit mehr als 47 Mio. € verschuldet.

## Technische Infrastruktur
Die technische Infrastruktur von Qwant besteht aus Hadoop-Clustern für das Web-Crawling, einer MongoDB-Datenbank für unstrukturierte Daten sowie einer selbst entwickelten Index-Engine, welche den Web-Index in Form von JSON-Binaries erstellt und speichert. Die Suchergebnisse werden über Facebooks RocksDB, einer Key-Value-DB, zur Verfügung gestellt. Eigenen Angaben nach ist der Web-Index aber noch nicht vollständig und wird deshalb durch den Web-Index von Bing ergänzt (Stand: 2018-11-16). Presseberichten zufolge stammen, gemäß einem internen Bericht der interministeriellen Direktion für digitale Angelegenheiten (DINUM) des französischen Staates von 2019, etwa zwei Drittel der Ergebnisse von Bing. Seit August 2025 verwendet Qwant auch den europäischen Suchindex Staan, der gemeinsam mit Ecosia entwickelt wurde.